# Малиновское сельское поселение (Тюменская область)
Малиновское се́льское поселе́ние — муниципальное образование в Аромашевском районе Тюменской области Российской Федерации.
Административный центр — село Малиновка.

## История
Статус и границы сельского поселения установлены Законом Тюменской области от 5 ноября 2004 года № 263 «Об установлении границ муниципальных образований Тюменской области и наделении их статусом муниципального района, городского округа и сельского поселения».

## Население
| 2010 | 2011 | 2012 | 2013 | 2014 | 2015 | 2016 |
| ---- | ---- | ---- | ---- | ---- | ---- | ---- |
| 494  | ↘491 | ↘459 | ↘444 | ↘426 | ↘412 | ↘400 |
| 2017 | 2018 | 2019 | 2020 | 2021 | 2023 |      |
| ↘382 | ↘381 | ↘368 | ↘355 | ↗394 | ↘373 |      |

## Состав сельского поселения
| № | Населённый пункт | Тип населённого пункта       | Население |
| - | ---------------- | ---------------------------- | --------- |
| 1 | Бусаровка        | деревня                      | ↘4        |
| 2 | Малиновка        | село, административный центр | ↘448      |
| 3 | Северная         | деревня                      | ↘42       |